# 双塔区
双塔区（そうとう-く）は中華人民共和国遼寧省朝陽市に位置する市轄区。区内に朝陽空港があり、北京・大連・煙台行きの便が発着している。

## 歴史
1958年に朝陽県城区に設置された県級市の朝陽市を前身とする。1964年に朝陽市は廃止となり朝陽県に統合されたが、1984年の地級市の朝陽市設置の際に双塔区として再設置された。

## 行政区画
11街道弁事処、3鎮、1郷を管轄する。
- 街道弁事所：南塔街道、北塔街道、前進街道、凌河街道、光明街道、凌鳳街道、竜山街道、站南街道、紅旗街道、燕北街道、燕都街道
- 鎮：桃花吐鎮、他拉皋鎮、孫家湾鎮
- 郷：長宝営子郷

## 交通

### 航空
- 朝陽空港

### 鉄道
- 中国国家鉄路集団
  - 錦承線

### 道路
- -  長深高速道路
- 国道
  -  G101国道

## 施設
- 朝陽空港
- 佑順寺